# Alex Florea
Alexandru Ionuț „Alex” Florea (Konstanca, 1991. szeptember 15. –) román énekes. Ilinca Băcilă társaságában ő képviselte Romániát a 2017-es Eurovíziós Dalfesztiválon, Kijevben a Yodel It! című dallal. A döntőben a 7. helyezést érték el. Korábban már versenyzett a román X-Faktor negyedik szériájában, valamint a Vocea României ötödik szériájában.

## Diszkográfia
| Cím                          | Év   | Csúcshelyezés | Csúcshelyezés | Csúcshelyezés | Csúcshelyezés | Csúcshelyezés | Csúcshelyezés | Csúcshelyezés | Csúcshelyezés | Album |
| Cím                          | Év   | AUT           | BEL (Fl) Tipp | FRA           | GER           | NID           | SCO           | SWE           | SWI           | Album |
| ---------------------------- | ---- | ------------- | ------------- | ------------- | ------------- | ------------- | ------------- | ------------- | ------------- | ----- |
| Yodel It! ( Ilinca)          | 2017 | 34            | 38            | 70            | 93            | 90            | 49            | 64            | 50            |       |
| Nobody Told Me It Would Hurt | 2017 | —             | —             | —             | —             | —             | —             | —             | —             |       |

## Díjak
| Év   | Díj                   | Kategória  | Dal       | Eredmény | Ref.   |
| ---- | --------------------- | ---------- | --------- | -------- | ------ |
| 2017 | Radar de Media Awards | Az év dala | Yodel It! | Elnyerte | [ 11 ] |

## Fordítás
- Ez a szócikk részben vagy egészben  az   Alex Florea című angol Wikipédia-szócikk ezen változatának fordításán alapul.  Az eredeti cikk szerkesztőit annak laptörténete sorolja fel. Ez a jelzés csupán a megfogalmazás eredetét és a szerzői jogokat jelzi, nem szolgál a cikkben szereplő információk forrásmegjelöléseként.